# Arundinoideae
Arundinoideae es una subfamilia de Poaceae. Con 14 géneros y entre 20 a 38 especies, su exacta delimitación todavía no es clara. Son gramíneas hidrofíticas a xerofíticas que habitan regiones templadas a tropicales. Sus números cromosómicos básicos son x=6, 9 y 12. Arundo (con 3 especies, Arundo donax es la caña de Castilla) y Phragmites (2 especies) son los géneros más conocidos de esta subfamilia.
- Sinonimia: Arundinaceae (Dumortier) Hochst.

## Géneros
- Tribu: Amphipogoneae
  - Géneros:Amphipogon - Diplopogon
- Tribu: Aristideae
  - Géneros:Aristida - Sartidia - Stipagrostis
- Tribu: Arundineae
  - Géneros:Arundo - Dichaetaria - Hakonechloa - Molinia - Phragmites - Thysanolaena
- Tribu: Cyperochloeae
  - Géneros: Cyperochloa
- Tribu: Danthonieae
  - Géneros:Alloeochaete - Centropodia - Chaetobromus - Chionochloa - Cortaderia - Crinipes - Danthonia - Danthonidium - Dregeochloa - Duthiea - Elytrophorus - Erythranthera - Habrochloa -  Karroochloa -  Lamprothyrsus -  Merxmuellera -  Metcalfia -  Monachather -   Monostachya -  Nematopoa -  Notochloe -  Pentameris -  Pentaschistis -  Phaenanthoecium -  Plinthanthesis -  Poagrostis -  Prionanthium -  Pseudodanthonia -  Pseudopentameris-  Pyrrhanthera -  Rytidosperma -  Schismus -  Sieglingia -  Styppeiochloa -  Tribolium -  Urochlaena -  Zenkeria.
- Tribu: Eriachneae
  - Géneros:  Eriachne -  Pheidochloa
- Tribu Micrairieae
  - Géneros: Micraira
- Tribu: Spartochloeae
  - Géneros:Spartochloa
- Tribu Steyermarkochloeae
  - Géneros: Arundoclaytonia - Steyermarkochloa